# Adjudeni
Adjudeniⓘ – wieś w Rumunii, w okręgu Neamț, w gminie Tămășeni. W 2011 roku liczyła 3429 mieszkańców.